# Athetis perenopis
Athetis perenopis là một loài bướm đêm trong họ Noctuidae.